# NGC 4945
NGC 4945 (también conocida como Caldwell 83) es una galaxia espiral barrada en la constelación del Centauro, visible cerca de la estrella Xi1 Centauri. La galaxia fue descubierta por James Dunlop en 1826 y se cree que es similar a la Vía Láctea, aunque las observaciones de rayos X muestran que NGC 4945 tiene un inusual núcleo energético Seyfert 2 que podría albergar un agujero negro supermasivo. Este objeto tiene una masa estimada de 1,4+1,4-0.7×106 M☉.

## Grupo galáctico
NGC 4945 es una de las galaxias más brillantes del Grupo M83/NGC 5128, un gran grupo de galaxias cercanas. La galaxia es la segunda más brillante del subgrupo centrado en Centaurus A.